# TIMP1
TIMP1 (англ. TIMP metallopeptidase inhibitor 1) – білок, який кодується однойменним геном, розташованим у людей на X-хромосомі. Довжина поліпептидного ланцюга білка становить 207 амінокислот, а молекулярна маса — 23 171.
| 10         |  | 20         |  | 30         |  | 40         |  | 50         |
| ---------- |  | ---------- |  | ---------- |  | ---------- |  | ---------- |
| MAPFEPLASG |  | ILLLLWLIAP |  | SRACTCVPPH |  | PQTAFCNSDL |  | VIRAKFVGTP |
| EVNQTTLYQR |  | YEIKMTKMYK |  | GFQALGDAAD |  | IRFVYTPAME |  | SVCGYFHRSH |
| NRSEEFLIAG |  | KLQDGLLHIT |  | TCSFVAPWNS |  | LSLAQRRGFT |  | KTYTVGCEEC |
| TVFPCLSIPC |  | KLQSGTHCLW |  | TDQLLQGSEK |  | GFQSRHLACL |  | PREPGLCTWQ |
| SLRSQIA    |  |            |  |            |  |            |  |            |

A: Аланін

C: Цистеїн

D: Аспарагінова кислота

E: Глутамінова кислота

F: Фенілаланін

G: Гліцин

H: Гістидин

I: Ізолейцин

K: Лізин

L: Лейцин

M: Метіонін

N: Аспарагін

P: Пролін

Q: Глутамін

R: Аргінін

S: Серин

T: Треонін

V: Валін

W: Триптофан

Кодований геном білок за функціями належить до інгібіторів протеаз, факторів росту, інгібіторів металоферментів, фосфопротеїнів. 
Білок має сайт для зв'язування з іонами металів, іоном цинку. 
Секретований назовні.